# Maksim Alekseevič Antonovič
Maksim Alekseevič Antonovič (in russo Максим Алексеевич Антонович?; Belopol'e, 9 maggio 1835 – Pietrogrado, 14 novembre 1918) è stato un filosofo e giornalista russo.
Antonovič è stato un rappresentante del materialismo, pubblicista, democratico e compagno di Nikolaj Gavrilovič Černyševskij e Nikolaj Dobroljubov, associato del Sovremennik (dal 1859).

## Biografia
Figlio di un esponente del clero ortodosso, nel 1861 si laureò all'Accademia Teologica di San Pietroburgo. Tra i suoi interessi vi furono anche le scienze naturali e nei suoi lavori spesso si soffermò sulle relazioni tra le idee e i meccanismi fisici e biologici ad esse associati.

## Il pensiero e l'attività giornalistica
Tra il 1861 e il 1862 pubblicò tre articoli sul Sovremennik in cui rifiutava l'idealismo, ebbe una visione critica delle tesi di Lavrov ma soprattutto attaccò il lavoro di Jurkevič e degli altri filosofi formati nelle accademie teologiche russe che cercavano di integrare l'idealismo con la teologia cristiano ortodossa.
Fu altresì molto critico con Turgenev, con una durissima recensione del romanzo Padri e figli accusò l'autore di aver messo in ridicolo le nuove generazioni tramite il personaggio del nichilista Bazarov. La sua critica dell'opera diede origine ad una disputa con Dmitrij Pisarev, intellettuale di orientamento materialista che però aveva elogiato l'opera di Turgenev.
Collaborò alla rivista Parola (in russo слово?) fondata nel 1878 a San Pietroburgo e chiusa nel 1881 dopo aver avuto diversi problemi con la censura zarista.

## Pubblicazioni
- Sovremennaja filosofija (in russo Современная философия?) in Sovremennik n.85 (1861)
- Sovremennaja fiziologija i filosofija (in russo современная физиология и философия?) in Sovremennik n.91 (1862)
- Dva tipa (in russo два типа?) in Sovremennik n.91 (1862)